# 카프르엘셰이크주

카프르 엘 셰이크 주의 위치

카프르엘셰이크주(영어: Kafr el-Sheikh Governorate, 아랍어: كفر الشيخ)는 이집트 북부 나일강 삼각주에 있는 주로, 주도는 카프르엘셰이크이다. 동쪽으로 다칼리야주, 남쪽으로 가르비야주와 접한다.